# Flamske parlament
Det flamske parlament (nederlandsk: Vlaams Parlement, fransk: Le Parlement flamand) er det repræsentative organ for det nederlandsk talende flamske Fællesskab og for den flamske region (Vlaams Gewest) i Belgien. Parlamentet har hjemsted i Bruxelles.
Den flamske parlament har 124 deputerede. De 118 vælges i fem valgkredse i Flandern ved forholdstalsvalg. Der er spærregrænse på 5%. De sidste 6 medlemmer vælges af de nederlandsk talende i hovedstadsregionen Bruxelles.
Alle 124 medlemmer stemmer, når der lovgives om det nederlandsk-flamske fællesskab, dvs. om kultur, uddannelse, sociale forhold og delvist om sundhedsvæsen.
Det er kun de 118 medlemmer fra Flandern, der stemmer om den regionale lovgivning for Flandern. Det er bl.a. fysisk planlægning, boliger, økonomi, energi og tilsyn med kommunerne.
Efter valget i 2014 er der seks grupper i Parlamentet (i parentes antal pladser):
- Nieuw-Vlaamse Alliantie (43), flamsk-nationalistiske, konservative
- Christen-Democratisch en Vlaams (27), kristelige demokrater
- Open Vlaamse Liberalen en Democraten (18), liberale
- Socialistparti Anders (18), socialdemokrater
- Groen (10), grønne og alternative
- Vlaams Belang (6), højreorienterede og separatister

Repræsentanten for den fransk-nationalistiske Union af fransktalende står udenfor grupperne, men har stemmeret i alle spørgsmål. Desuden er en løsgænger, der har forladt sit tidligere parti, medlem af Parlamentet.
| Politik | Spire Denne artikel om politik og ideologi er en spire som bør udbygges. Du er velkommen til at hjælpe Wikipedia ved at udvide den. |

50°50′51″N 4°22′3″Ø / 50.84750°N 4.36750°Ø